# Kalóvatos
Kalóvatos är en ort i Grekland.   Den ligger i prefekturen Nomós Ártas och regionen Epirus, i den centrala delen av landet, 270 km nordväst om huvudstaden Aten. Kalóvatos ligger 12 meter över havet och antalet invånare är 617.
Terrängen runt Kalóvatos är platt åt sydost, men åt nordväst är den kuperad. Terrängen runt Kalóvatos sluttar söderut.Runt Kalóvatos är det ganska glesbefolkat, med 39 invånare per kvadratkilometer. Närmaste större samhälle är Arta, 6,9 km nordost om Kalóvatos. Trakten runt Kalóvatos består till största delen av jordbruksmark.